# Cubanoptila longiscapa
Cubanoptila longiscapa is een fossiele soort schietmot uit de familie Glossosomatidae.